# Contea di Tunica
La contea di Tunica ( in inglese Tunica County ) è una contea dello Stato del Mississippi, negli Stati Uniti. La popolazione al censimento del 2000 era di 9 227 abitanti. Il capoluogo di contea è Tunica.